# Хавис Аманда

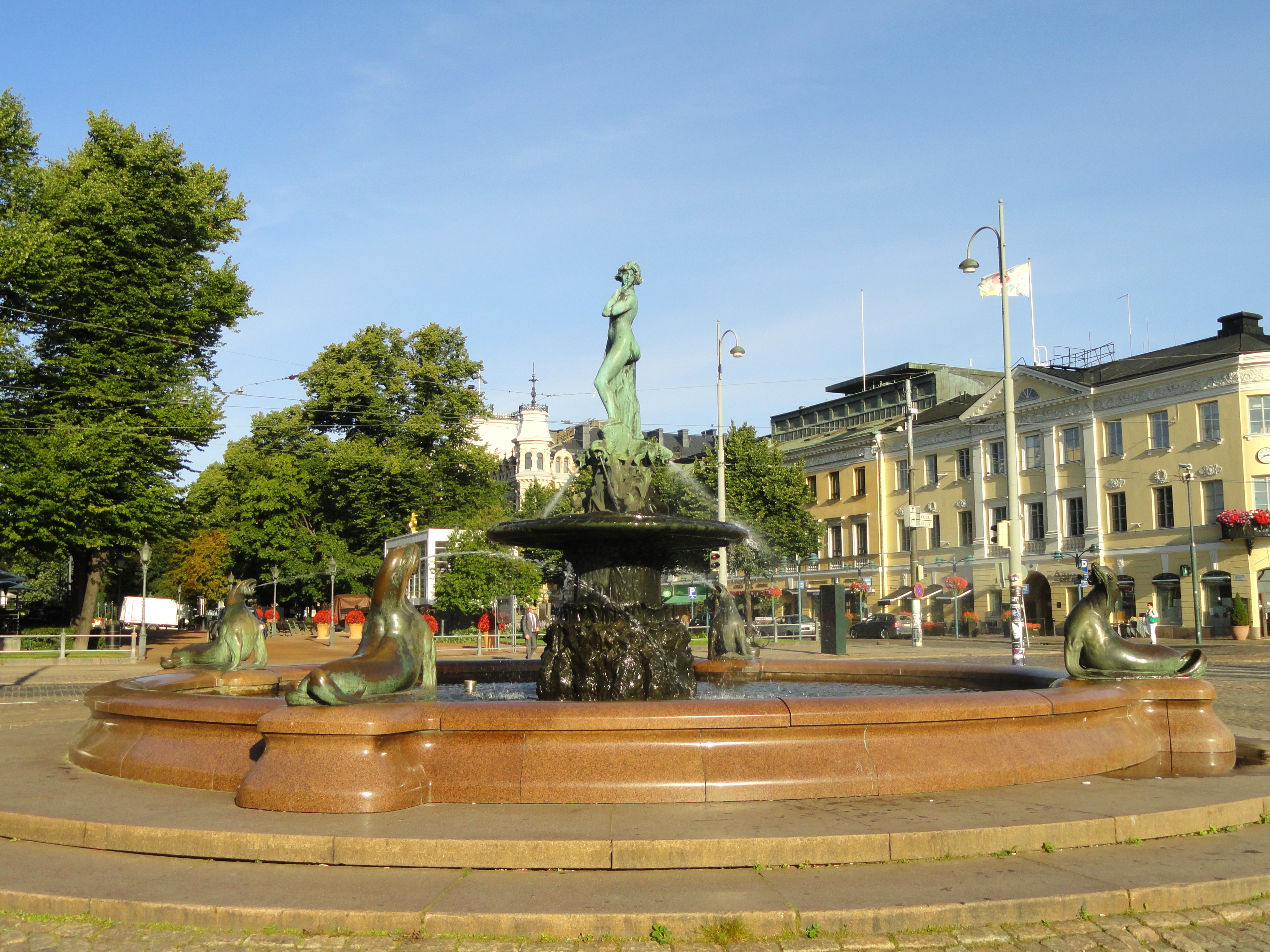
Общий вид фонтана

Хавис Аманда (швед. Havis Amanda) — фонтан на Рыночной площади города Хельсинки возле парка Эспланады, установленный в 1908 году. Одно из самых известных произведений финского скульптора Вилле Вальгрена. В центре фонтана — скульптура обнажённой морской девы.
Скульптура создана художником в 1906 году в Париже. Она имеет высоту 194 см и отлита из бронзы. Сам фонтан сделан из гранита, скульптура установлена на пьедестале, общая высота памятника составляет 5 м. Женщина предстаёт в виде морской девы, поднимающейся из воды. У её ног 4 рыбы, композицию окружают морские львы. По замыслу Вилле Вальгрена, фонтан должен символизировать возрождение Хельсинки. По воспоминаниям скульптора, моделью для скульптуры стала 19-летняя парижанка Марсель Делькини.
В 2014 году японский художник Татцу Ниси создал вокруг статуи временный отель «Hotel Manta of Helsinki», который по ночам служил гостиничным номером, а в дневное время как выставочное пространство. Несмотря на критику, инсталляцию посетило более 23 тысяч посетителей.
Скульптура демонтирована 3 мая 2023 года в рамках реконструкции фонтана и прилегающей площади. Скульптура перемещена в Художественный музей Хельсинки.

## Традиции
Ежегодное празднование финского первомая — Ваппу начинается тридцатого апреля, когда в шесть часов вечера студенты надевают на статую белую фуражку — головной убор выпускников. В этот момент все присутствующие также надевают свои фуражки и открывают бутылки с шампанским. Церемония, берущая своё начало в 1920-х и укоренившаяся как ежегодная в 1951 году, собирает 20-30 тысяч участников.